# Roon (lớp tàu tuần dương)
Lớp tàu tuần dương Roon là lớp một lớp tàu tuần dương bọc thép gồm hai chiếc được Hải quân Đế quốc Đức chế tạo vào đầu Thế kỷ 20. Hai chiếc trong lớp, Roon và Yorck, khá tương tự như lớp Prinz Adalbert dẫn trước, nhưng bao gồm những cải tiến tích lũy dần, và phân biệt với những chiếc trước nhờ việc bổ sung một ống khói thứ tư. Giống như mọi tàu tuần dương bọc thép do Đức chế tạo, chúng được dự định sử dụng như những tàu căn cứ tại các lãnh thổ mà Đế quốc Đức sở hữu ở nước ngoài; chúng không bì được so với những đối thủ Anh đương thời.
Cả hai chiếc trong lớp đều đã phục vụ cùng Hạm đội Biển khơi Đức trong các hải đội trinh sát sau khi chúng gia nhập hạm đội vào năm 1905-1906. Khi Chiến tranh Thế giới thứ nhất nổ ra vào năm 1914, chúng hoạt động cùng với các tàu chiến-tuần dương mới hơn trong thành phần Đội Tuần tiễu 1. Đang khi quay trở về cảng sau đợt bắn phá Scarborough, Hartlepool và Whitby vào ngày 16 tháng 12 năm 1914, Yorck trúng phải một quả thủy lôi Đức do đi chệch đường và bị chìm với tổn thất nhân mạng nặng nề. Roon được cho giải giới vào năm 1916, dự định để cải biến thành tàu chở thủy phi cơ nhưng công việc không được tiến hành. Cuối cùng nó bị tháo dỡ vào năm 1921.

## Thiết kế

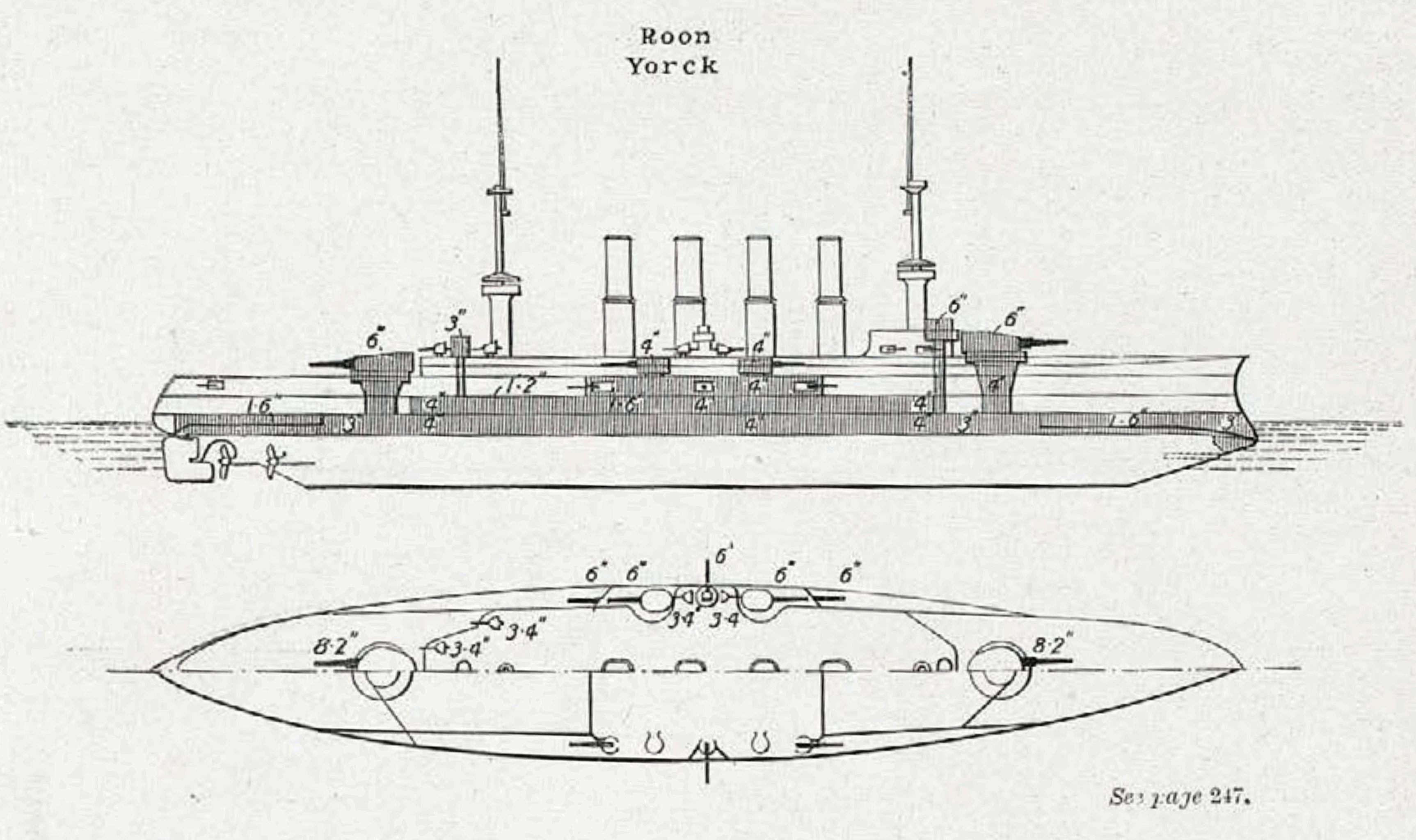
Sơ đồ của lớp tàu tuần dương bọc thép Roon

### Bối cảnh
Việc thiết kế lớp Roon có nguồn gốc từ chiếc tàu tuần dương bọc thép đầu tiên của Đức Fürst Bismarck, chế tạo từ năm 1896 đến năm 1900 cũng như của lớp tàu tuần dương bảo vệ Victoria Louise trước đó. Tàu tuần dương bọc thép Đức được thiết kế để hoạt động ở nước ngoài xa chính quốc, đặc biệt là như những tàu căn cứ tại các thuộc địa của Đức ở Châu Phi,Châu Á và Thái Bình Dương.
Công việc thiết kế hoàn tất vào năm 1901. Roon cùng con tàu chị em Yorck là những phiên bản cải tiến dựa trên lớp Prinz Adalbert dẫn trước, hơi lớn hơn và nhanh hơn, đồng thời có sơ đồ bảo vệ khác biệt đôi chút: vỏ giáp của mặt trước tháp pháo và của sàn tàu mỏng hơn. Chúng chia sẻ nhiều đặc tính sắp xếp giống như những thiết giáp hạm tiền-dreadnought của Đức đương thời, bao gồm dàn pháo chính nhỏ hơn nhưng dàn pháo hạng hai mạnh hơn những chiếc tương đương của nước ngoài. Vì vậy, chúng không thuận lợi khi được so sánh với đối thủ Anh tiềm năng. Tác giả Taylor mô tả các con tàu "được bảo vệ kém và không phải là một lớp tàu thành công trong phục vụ."

### Đặc tính chung
Những chiếc trong lớp Roon có chiều dài ở mực nước là 127,3 m (418 ft) và chiều dài chung là 127,8 m (419 ft), mạn thuyền rộng 20,2 m (66 ft) và mớn nước là 7,76 m (25,5 ft). Roon và Yorck có trọng lượng choán nước thông thường 9.533 tấn (9.382 tấn Anh; 10.508 tấn Mỹ), và lên đến 10.266 tấn (10.104 tấn Anh; 11.316 tấn Mỹ) khi đầy tải. Lườn tàu được cấu trúc từ những khung ngang và dọc, hình thành nên cấu trúc mà trên đó các tấm thép lườn tàu được gắn bằng đinh tán. Lườn tàu có 12 ngăn kín nước và một đáy kép chiếm 60% chiều dài con tàu.
Giống như những chiếc lớp Prinz Adalbert dẫn trước, Roon và Yorck là những con tàu đi biển tốt; khi các khoang trữ nhiên liệu được chất đầy than chúng có chuyển động rất nhẹ nhàng. Chúng cũng cơ động tốt và phản ứng tốt với bánh lái, bị mất cho đến 60% tốc độ khi bẻ lái gắt. Tháp pháo ụ của các con tàu được bố trí quá thấp, nên kết quả là chúng rất ướt nước và hoàn hoàn không thể sử dụng được khi biển động mạnh. Chúng có chiều cao khuynh tâm 1,04 m (3,4 ft). Thành phần thủy thủ đoàn đầy đủ bao gồm khoảng 35 sĩ quan và 598 thủy thủ; khi phục vụ như là soái hạm của hải đội chúng được bổ sung thêm 13 sĩ quan và 62 thủy thủ, và khi đảm nhiệm vai trò tàu chỉ huy thứ hai có thêm 9 sĩ quan và 44 thủy thủ được bổ sung vào thủy thủ đoàn.

### Hệ thống động lực
Roon và Yorck có một hệ thống động lực tương tự như lớp dẫn trước, bao gồm ba động cơ hơi nước ba buồng bành trướng 3 xy-lanh, mỗi chiếc nối với một trục chân vịt. Chân vịt trung tâm có đường kính 4,5 m (15 ft) trong khi các chân vịt bên có đường kính 4,8 m (16 ft). Hơi nước được cung cấp bởi 16 nồi hơi Dürr do hãng Düsseldorf-Ratinger Röhrenkesselfabrik sản xuất, mỗi nồi hơi có 3 lò đốt với tổng cộng 48 lò. Hệ thống động lực này cung cấp công suất 19.000 ihp (14.000 kW), cho phép đạt được tốc độ tối đa 21 hải lý trên giờ (39 km/h). Cả hai con tàu đều có bốn máy phát turbine, cung cấp điện năng công suất 260 kW ở mức điện áp 110 volt. Chúng chỉ có một bánh lái.

### Vũ khí
Dàn vũ khí chính của các con tàu bao gồm bốn khẩu pháo 21 xentimét (8,3 in) SK L/40 đặt trên hai tháp pháo nòng đôi gồm một phía trước và một phía sau. Chúng bắn ra đạn pháo xuyên thép nặng 108 kilôgam (238 lb) với lưu tốc đầu đạn 780 mét trên giây (2.600 ft/s), đạt đến tầm xa tối đa 12.300 m (13.500 yd) khi bắn ở góc nâng nguyên thủy tối đa 16°. Các khẩu pháo sau này được cải tiến để tăng góc nâng lên 30°, giúp mở rộng tầm xa tối đa lên 16.200 m (17.700 yd).
Dàn pháo hạng hai bao gồm mười khẩu pháo 15 cm (5,9 in) SK L/40 trong các tháp pháo đơn và tháp pháo ụ cùng mười bốn khẩu 8,8 cm (3,5 in) SK L/35 cũng được bố trí trong các tháp pháo ụ. Các khẩu pháo 15 cm bắn ra đạn pháo nặng 40 kg (88 lb) ở lưu tốc đầu đạn 800 m/s (2.600 ft/s); chúng có thể nâng tối đa đến góc 30° và đạt đến tầm xa tối đa 13.900 m (15.200 yd). Kiểu pháo 8,8 cm bắn ra đạn pháo nặng 7 kg (15 lb) ở lưu tốc đầu đạn 770 m/s (2.500 ft/s); chúng có thể nâng tối đa đến góc 25° và đạt đến tầm xa tối đa 9.100 m (10.000 yd). Các con tàu còn được trang bị bốn ống phóng ngư lôi 45 cm (18 in).
Dàn vũ khí này tương đương như được trang bị cho lớp Prinz Adalbert dẫn trước,  ngoại trừ lượng đạn dự trữ. Những chiếc trong lớp Roon mang theo 380 quả đạn pháo cho dàn pháo chính, 1.600 quả đạn pháo 15 cm và 2.100 quả đạn pháo 8,8 cm. Kế hoạch cải biến Roon thành tàu chở thủy phi cơ dự định trang bị cho nó sáu khẩu pháo 15 cm (5,9 in) SK L/45 và sáu khẩu 8,8 cm phòng không với 2.400 quả đạn, cho dù kế hoạch này không bao giờ được thực hiện.

### Vỏ giáp
Roon và Yorck được bảo vệ bởi thép giáp Krupp. Ở mực nước, đai giáp dày đến 100 mm (3,9 in) phía giữa tàu nơi bố trí các thành phần trọng yếu; nó giảm còn 80 mm (3,1 in) ở hai đầu phần giữa đai giáp và được lót thêm phía trong bởi các tấm gỗ tếch dày 55 mm (2,2 in). Ngang sàn tháp pháo ụ, lớp giáp hông cũng dày 100 mm (3,9 in). Sàn tàu bọc thép có độ dày 40–60 mm (1,6–2,4 in) và được nối với đai giáp bởi một lớp giáp nghiêng dày 40–50 mm (1,6–2,0 in).
Tháp chỉ huy phía trước có các mặt hông dày 150 mm (5,9 in) và nóc dày 30 mm (1,2 in). Tháp chỉ huy phía sau được bảo vệ kém hơn với các mặt hông dày 80 mm (3,1 in) và nóc dày 20 mm (0,79 in). Tháp pháo của dàn pháo chính được bảo vệ với các mặt bằng thép dày 150 mm (5,9 in) và nóc dày 30 mm (1,2 in); tháp pháo 15 cm có các mặt hông dày 100 mm (3,9 in) và tấm chắn dày 80 mm (3,1 in).

## Chế tạo
Roon được đặt hàng dưới cái tên tạm thời Ersatz Kaiser như là sự thay thế cho chiếc tàu frigate bọc sắt cũ Kaiser, vốn được đổi tên thành Uranus và sử dụng như một tàu cảng. Nó được đặt lườn vào năm 1902 tại xưởng tàu Đế chế ở Kiel; nó được hạ thủy vào ngày 27 tháng 6 năm 1903 và hoàn tất vào ngày 5 tháng 4 năm 1906 với phí tổn 15.345.000 Mác. Yorck được đặt hàng dưới cái tên Ersatz Deutschland để thay thế cho Deutschland, một tàu chị em với Kaiser vốn được đổi tên thành Jupiter và cải biến thành một tàu mục tiêu. Nó được đặt lườn vào tháng 2 năm 1903 tại xưởng tàu của hãng Blohm & Voss; nó được hạ thủy vào ngày 14 tháng 5 năm 1904 và hoàn tất vào ngày 21 tháng 11 năm 1905 với phí tổn 16.241.000 Mác.

## Lịch sử hoạt động

### SMSRoon

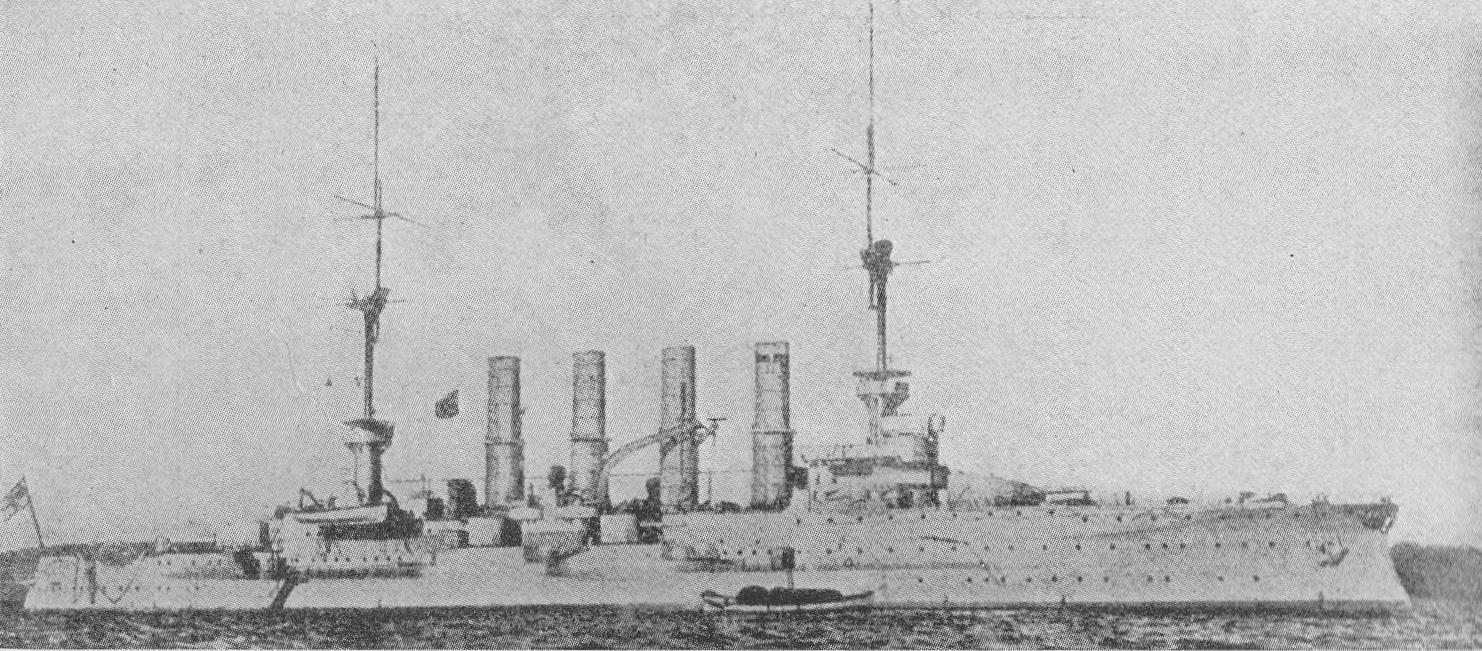
SMS Roon trước Thế Chiến I

Sau khi được đưa ra phục vụ cùng hạm đội, Roon được phân về Đội Tuần tiễu 1. Vào năm 1908, nó đảm nhiệm vai trò soái hạm của Chuẩn đô đốc Jacobsen của Đội 2. Nó phục vụ tại đây cho đến năm 1912 khi nó được thay thế bởi chiếc tàu chiến-tuần dương mới Moltke.
Khi Chiến tranh Thế giới thứ nhất bắt đầu, Roon được tái huy động và phục vụ như soái hạm của Đội Tuần tiễu 3. Con tàu đã tham gia nhiều hoạt động trong chiến tranh, bao gồm cuộc bắn phá Scarborough, Hartlepool và Whitby, nơi nó nằm trong thành phần hộ tống bảo vệ các thiết giáp hạm dreadnought của Hạm đội Biển khơi Đức. Roon cũng tiến hành nhiều hoạt động chống lại lực lượng Nga trong biển Baltic, bao gồm cuộc bắn phá các vị trí đóng quân của Nga ở Libau hỗ trợ cho bộ binh vào tháng 5 năm 1915. Trận chiến quần đảo Åland diễn ra giữa Roon cùng nhiều tàu tuần dương Đức khác với lực lượng Nga do tàu tuần dương mạnh mẽ Rurik dẫn đầu vào tháng 7 năm 1915. Đến tháng 8 Roon và Prinz Heinrich tiến hành bắn phá các vị trí của quân Nga tại Zerel, đụng độ trong một lúc ngắn với nhiều tàu khu trục Nga.
Sau năm 1916, Roon được giải giáp và được sử dụng như một tàu bảo vệ và trại lính nổi tại Kiel cho đến khi kết thúc chiến tranh. Một kế hoạch vào năm 1916 để cải biến nó thành một tàu chở thủy phi cơ, nhưng chưa bao giờ được thực hiện. Con tàu được rút khỏi danh sách đăng bạ hải quân vào ngày 25 tháng 11 năm 1920 và bị tháo dỡ trong năm tiếp theo tại Kiel-Nordmole.

### SMSYorck
Yorck cũng phục vụ trong Đội tuần tiễu 1 chung với con tàu chị em với nó trong thành phần đội 2. Vào năm 1908, con tàu thắng "Cúp Kaiser" hàng năm dành cho các cuộc tranh tài tác xạ của hải đội trinh sát. Năm 1911, con tàu được đặt dưới quyền chỉ huy của Franz von Hipper, người đã nắm quyền chỉ huy Đội tuần tiễu một trong chiến tranh; Hipper giữ vị trí này trên chiếc Yorck từ ngày 1 tháng 10 năm 1911 đến ngày 26 tháng 1 năm 1912. Vào đầu năm 1912 con tàu được cho ngừng hoạt động khi thủy thủ đoàn của nó chuyển sang chiếc tàu chiến-tuần dương mới Seydlitz.
Yorck chỉ có một thời gian phục vụ ngắn ngủi trong Thế Chiến I; khi chiến tranh nổ ra nó được huy động trở lại để phục vụ cùng với tàu chị em Roon trong thành phần Đội Tuần tiễu 3. Sau cuộc bắn phá Yarmouth vào ngày 3 tháng 11 năm 1914, nó mắc phải sai lầm dẫn đường trong hải trình trên đường quay trở về Jadebusen, và đã đi vào một bãi thủy lôi phòng thủ của Đức. Con tàu bị chìm nhanh chóng và chỉ có 127 trong tổng số 629 thành viên thủy thủ đoàn được cứu sống. Xác tàu được dọn sạch trong một quãng thời gian kéo dài, bắt đầu từ năm 1929 và chỉ kết thúc vào giữa những năm 1980.